# Juana López García
Juana López García (Teotongo, Teposcolula, Oaxaca; 30 de enero de 1947-ibidem, 19 de julio de 2014) fue una activista mexicana especializada en la defensa de los derechos de los pueblos y de las mujeres indígenas. Es investigadora de la lengua chocholteca, la primera presidenta municipal del municipio de Teotongo en el periodo de 1989-1992 e impulsora de la Asamblea de Mujeres Indígenas de Oaxaca.

## Trayectoria
En 1989 fue la primera mujer en ser electa como presidenta municipal de Teotongo, enfrentándose a una serie de conflictos internos porque era la primera vez que una mujer dirigía el municipio.
En 1995 formó parte de las personas asesoras del EZLN en las mesas sobre mujeres indígenas. En 2012 fue parte del Consejo Consultivo de los Pueblos Indígenas y Afromexicanos de Oaxaca.
De acuerdo a entrevistas que le realizó la investigadora Margarita Dalton Palomo, en el verano de 2001 tomó un “Diplomado de derechos humanos y derecho a la educación” en Ginebra, Suiza y en 2002 asistió al curso internacional “Mujeres y Derechos de los Pueblos Indígenas en el Sistema Interamericano” en la Universidad de las Regiones Autónomas de la Costa Caribe Nicaragüense.
Fue una activa promotora de la lengua chocholteca, lengua en alto riesgo de desaparición.

## Publicaciones
- López García, Juana. (2004). Vocabulario Ngiba de Xadeduxö (Pueblo del Sol). Teotongo. Comité de Cultura